# Bartolomé de Medina (minero)
Bartolomé de Medina (c. 1503, Sevilla, Reino de Sevilla - 22 de enero de 1585, Pachuca, Reino de México) fue un metalurgista castellano, radicado años más tarde en el virreinato de la Nueva España, donde desarrolló el procedimiento de beneficio de la plata y otros metales conocido como «amalgama de patio y crudo», o «método de patios», o «beneficio por azogue». Su método, rápidamente extendido por la Nueva España, consiguió que dicho virreinato superara al del Perú como principal productor de plata mundial, además de elevar la calidad y pureza de la plata novohispana, posicionando al Real de a Ocho de acuñación mexicana como principal moneda de circulación mundial, impulsando asimismo la economía novohispana como la más dinámica y potente de la Corona castellana.

## Biografía
Bartolomé nació en Sevilla, en torno a 1503, siendo hijo de Pedro de Medina y Teresa González. Fue criado y casado en Sevilla con Leonor de Morales, dedicándose a la dirección de una casa comercial con prósperos negocios en la carrera de Indias, asimismo representando los intereses de diversos negociantes extranjeros en la capital hispalense.
 

Algunos autores indicaron erróneamente que embarcó en 1527 en la expedición de Francisco de Montejo a Yucatán, lo que claramente corresponde a un homónimo. En realidad llegó a Nueva España en 1553.  Según su propio relato, en Sevilla tuvo contacto con un platero alemán al que llamaba “Maese Lorenzo”, mismo quien le transmitió el método artesanal del beneficio por azogue, desarrollado por los egipcios y utilizado desde antiguo en Castilla (especialmente en Almadén), aunque por entonces muy popular entre los plateros alemanes. Después de realizar varios experimentos en Sevilla, Medina concluyó que podrían aplicar el método en las minas americanas, sin embargo, las Leyes de Indias prohibían el ingreso de extranjeros a sus dominios americanos, siendo denegada la solicitud del alemán, por lo que Medina se trasladó solo a la Nueva España.  

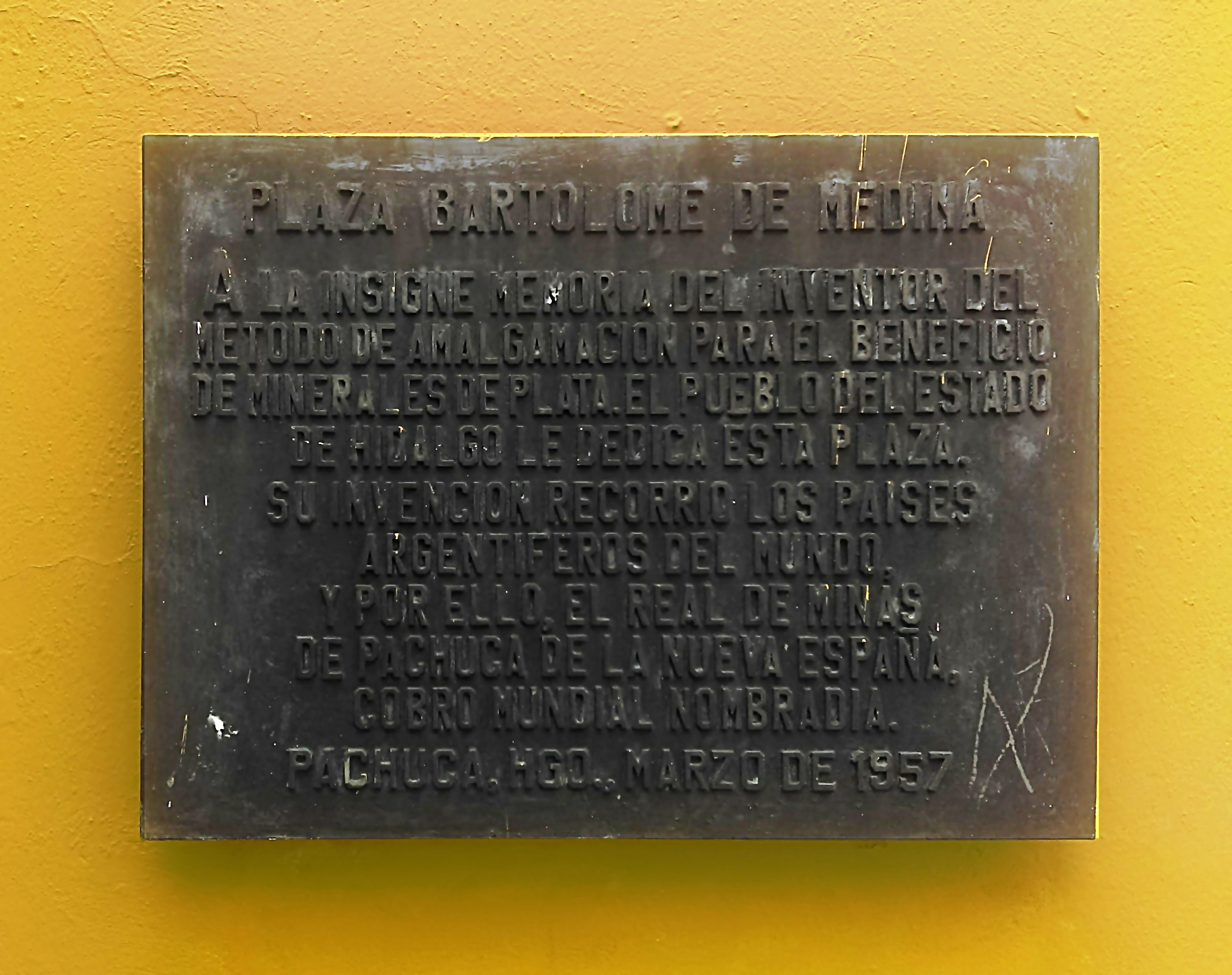
Placa ubicada en la Plaza Bartolomé de Medina de la ciudad de Pachuca.

Una vez en Ciudad de México, Medina continuó dedicado a sus operaciones comerciales, y no fue sino hasta 1554 cuando decidió trasladarse a Pachuca, importante centro minero preferido por algunos por su cercanía a la capital virreinal. Ahí adquirió las tierras de la Hacienda de la Purísima Concepción en las faldas del cerro de la Magdalena, junto al río de las Avenidas, donde puso en práctica al pie de la letra el método que desarrolló conjuntamente con el alemán:

«Muela muy fino el mineral, revuélvalo con revoltura salmuera cargada, agregue azogue y mezcle bien. Repita la revoltura diariamente por varias semanas. Cada día tome una muestra del mineral hecho lodo y examine el azogue. ¿Ve? Está brillante y titilante. Al paso del tiempo debe oscurecerse conforme los minerales de plata se descomponen por la sal y la plata forma aleación con el azogue. La amalgama es pastosa. Lave el mineral empobrecido en agua. Queme el sobrante de la amalgama; se va el mercurio y queda la plata».

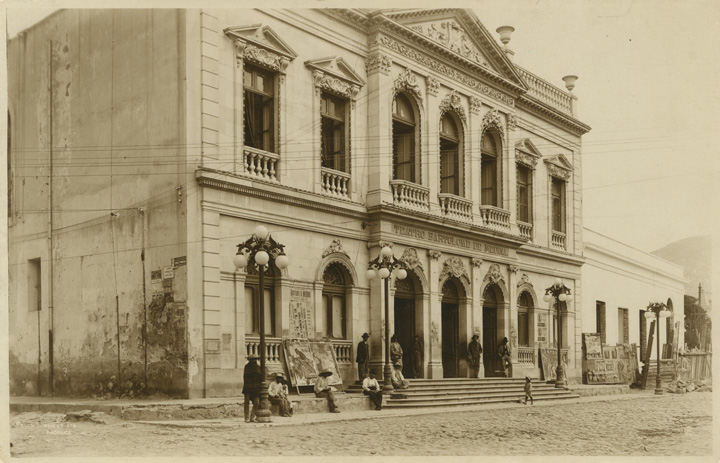
Teatro Bartolomé de Medina en la ciudad de Pachuca, México

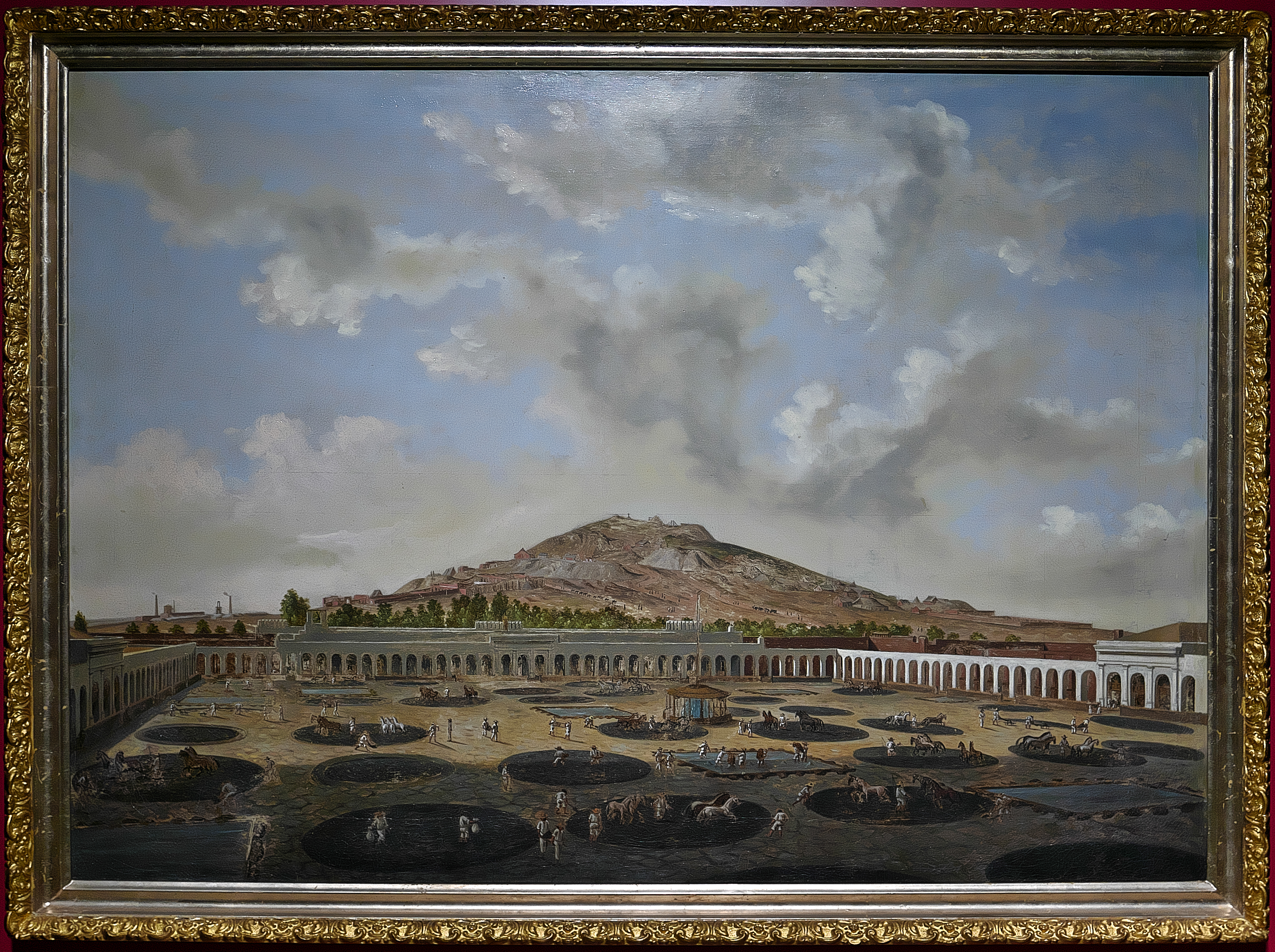
Representación de la hacienda de beneficio de la mina de Proaño en Zacatecas, utilizando el método de patios inventado por Medina.

"The Patio Process" siendo utilizado en la Gould & Curry Mill de Virginia. Library of Congress.

A pesar de sus esfuerzos, el método no funcionaba. En 1555 Medina descubrió que faltaba un agente catalizador, el magistral o sulfato de hierro (o cobre), que finalmente produjo la reacción esperada. El método de Medina, que tomó el nombre de beneficio de patio, permitía explotar minas que por su escasa ley no eran económicas con el antiguo método de la fundición. Fue aplicado en las minas de Pachuca y Real del Monte en la Nueva España con tal éxito que a los siete años, en 1562, solo en Zacatecas existían 35 haciendas de beneficio por dicho método que permitió Los ensayos de Bartolomé de Medina tuvieron desde sus comienzos gran resonancia, e interesaron mucho al rey. 
Medina, desde Jilotepeque (Xilotepec, estado de México), el 29 de diciembre de 1555, se dirige al virrey don Luis de Velasco y Ruiz de Alarcón, en los siguientes términos:

«Digo yo, Bartolomé de Medina: que por cuanto yo tuve noticia en España, de pláticas con un alemán que se podía sacar la plata de los metales sin fundición, ni afinaciones y sin otras grandes costas; y con esta noticia determiné venir a esta Nueva España dejando en España mi casa e mi mujer e hijos, y vine a probarlo por tener entendido que saliendo con ello, haría gran servicio a Nuestro Señor e a su Majestad e bien a toda esta tierra y venido que fui a ella, lo probé muchas y diversas veces y habiendo gastado mucho tiempo, dineros y trabajo de espíritu y viendo que no podía salir con ello, me encomendé a Nuestra Señora y le suplique me alumbrase y encaminase para que pudiese salir con ello e le ofrecí que en su nombre haría limosna de la cuarta parte de todo el provecho que ubiese de la merced que el ilustrísimo señor visorrey en nombre de su Majestad me hiciese, dándolo a pobres y plugo a Nuestra Señora de alumbrarme y encaminarme a que saliese con ello e visto por el ilustrísimo señor don Luis de Velasco el gran servicio que de ello redundaba a la hacienda real de su Majestad, y generalmente a toda esta tierra, me hizo merced en nombre de su Majestad de que nadie dentro de seis años no lo pudiese usar, si no fuese pagándomelo con un tanto, que a nadie pudiese llevar más de trescientos pesos de minas y por que yo quiero cumplir la promesa que ofrecí, he comunicado con el ilustrísimo Visorrey don Luis de Velasco a parecido no haber obra más aceta en esta tierra, que el ayudar a la conservación, que sustentación de la casa e Colesio de las niñas u uerfanas del colegio de la ciudad de México, por tanto, digo por esta firmada de mi nombre, que daré al factor e diputados que son e fueren de la Cofradía del Santísimo Sacramento y Caridad de la ciudad de México a cuyo cargo está el dicho colesio y casa de Nuestra Señora en las niñas uerfanas pobres que allí están y estuvieron recogidas y no en otra cosa por ser conforme ala promesa que fize e porque así lo cumpliré e di y entregue esta, firmada de mi nombre al ilustrísimo señor Visorrey don Luis de Velasco para que su Señoría Ilustrísima la dé de su mano al dicho rector y diputados que es fecha en el pueblo de Jilotepeque a veinte y nueve de diciembre de mil y quinientos cincunta y cinco años.-Bartolomé de Medina-».

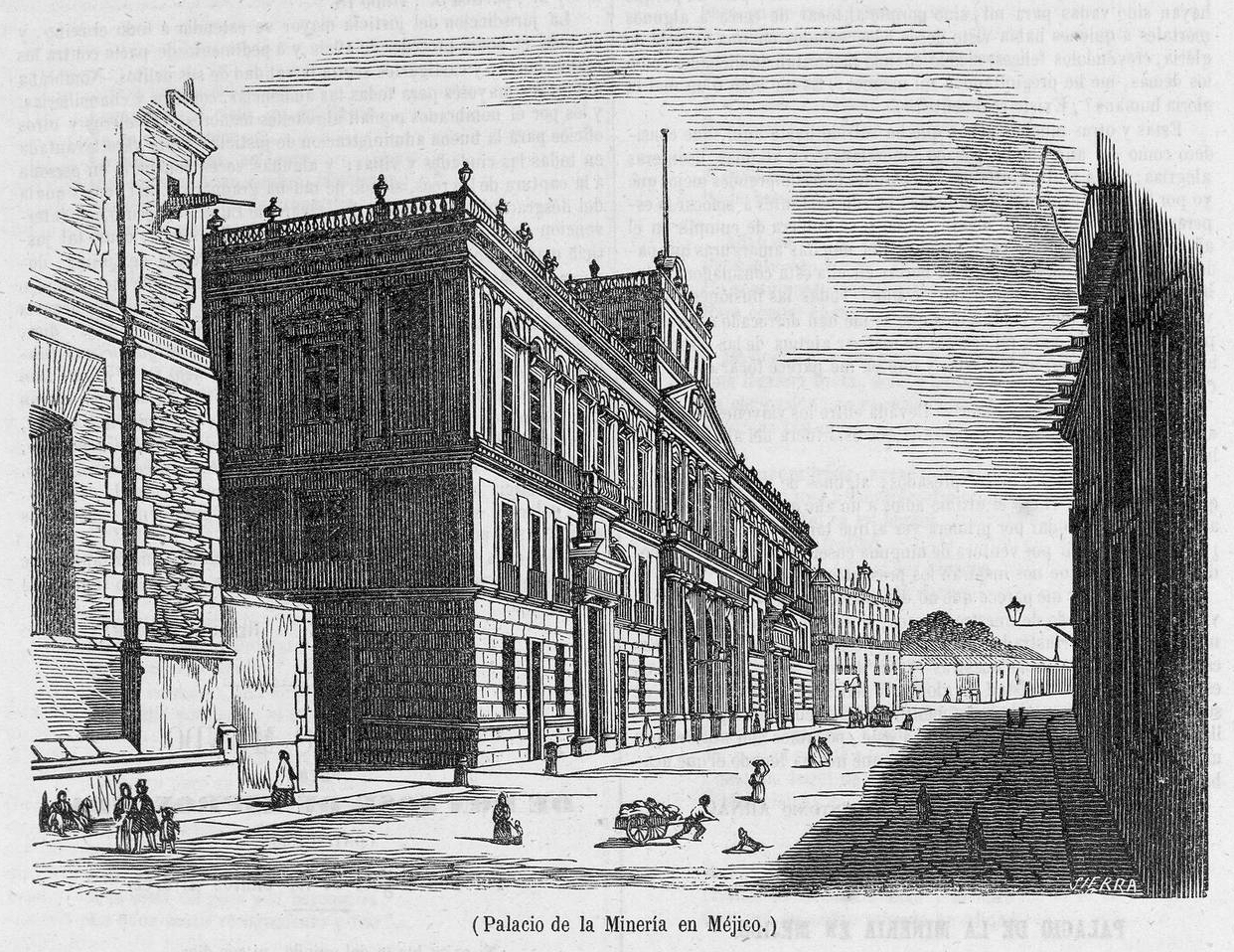
El Palacio de Minería, sede del Real Seminario de Minería, donde de acuerdo a Alexander von Humboldt existía un laboratorio para la enseñanza del método de patios desarrollado por Medina.

A pesar de sus logros, no se conservan instrucciones precisas del método redactadas por Medina, sino las descripciones que del mismo hiciera Álvaro Alonso Barba en su obra El Arte de los Metales, publicada en 1561.  A pesar de ello, queda claro que las innovaciones de Medina, aunque sobre todo su capacidad de ponerlas en marcha, posicionaron su método como el más pragmático y económico de los muchos otros que por la misma época fueron desarrollados, sin alcanzar jamás un éxito operativo. La escala de la operación de Medina lo hace un precursor inmediato de la industrialización americana y occidental. Ya en 1562, su método era utilizado en las minas de Guanajuato y Zacatecas, convirtiéndose rápidamente en las más productivas del mundo, superando con creces a las célebres minas del Potosí en el virreinato del Perú, las cuales seguían utilizando el método de cajones, e incluso el método de cazos, desarrollado por Barba en 1590, menos eficiente y con resultados inferiores de pureza argentífera, lo que acabó devaluando el valor de las monedas acuñadas en Perú respecto a las acuñadas en México. El método de Medina se intentó introducir a Perú desde 1570 e incluso a las minas austriacas en 1588, aunque las condiciones del procedimiento estaban fuertemente ligadas a los recursos disponibles en la Nueva España, por lo que jamás pudieron ser implementados con éxito. El método Medina estuvo sujeto a numerosos cambios y perfeccionamientos a lo largo de los siglos XVI, XVII, XVIII y XIX, sobreviviendo a distintos intentos por sustituirlo, y finalmente imponiéndose, con algunas adaptaciones, en Perú, Chile y los Estados Unidos hasta finales del siglo XIX.
A pesar de la merced concedida por el virrey Velasco de un porcentaje sobre la producción total de la plata beneficiada bajo su método, Medina jamás consiguió cobrar lo prometido, viajando de vuelta a España en 1563 para defender sus intereses y reunirse con su familia. Sin embargo, el barco en el que viajaba naufragó, y aunque consiguió sobrevivir, perdió en el viaje todos los documentos probatorios así como las fórmulas que seguramente por ello jamás fueron publicadas. 
En 1565 regresó a la Nueva España, esta vez en compañía de su esposa e hija, falleciendo en Pachuca en 1585.

## Beneficio de patio

### Descripción
Este proceso permitía beneficiar de un modo económico los minerales de plata; para esto, era necesario mezclar el mineral pulverizado con agua, sal, mercurio, y otros compuestos. Se extendían las "tortas" en patios muy grandes, donde se debían incorporar los reactivos; Dar los repasos, es decir, mezclar con ayuda de animales y cuidar que las reacciones se efectuaran adecuadamente a fin de que la plata formara amalgama con el mercurio. Después de varias semanas se lavaba la torta para retirar los materiales indeseables y la mencionada amalgama se pasaba a un horno especial donde, con mucho cuidado, se volatizaba el mercurio y quedaba la plata en forma esponjosa, y finalmente se fundía para obtener las barras del blanco metal. Este proceso se le conocía también como beneficio de patio.

### Etapas del beneficio
1. Trituración y molienda. Separada la mena que se destina a amalgamación y a la fundición (a esta, las de rica ley), se tritura con mazos o molinos (estos, del tipo de atahonas o arrastras), y se tamiza; obteniéndose así, la harina.
2. Montones. Con la masa molida, en eras o patios circulares o rectangulares, al aire libre o bajo techado, se hacen montones de unos 18 a 35 quintales. De donde el nombre de beneficio de patio o por patio que se dio al método de Medina.
3. Ensalmorado. Adición de sal común, previo humedecimiento de los montones a razón de 2.5 a 3 libras por quintal (se sobreentiende que se trata de sal limpia); se traspalean los montones.
4. Curtido. Si lo exige la naturaleza de la llena se añade magistral. Por obtenerse el magistral por tostación de piritas de cobre y hierro, resulta ser una mezcla de sulfatos de cobre y óxidos de hierro. Se añade de 8 a 12 libras de magistral por montón. A veces se agrega cal, según la naturaleza de la llena y la cantidad relativa de magistral que se ha añadido, aun en cantidades mayores o menores a las indicadas.
5. Incorporo. Adición de azogue: 10 a 12 libras por montón.
6. Repasos. Trilla con los pies (en los últimos tiempos coloniales, se utilizaron caballerías) de los montones extendidos en el patio formando tortas; primero solo unas veces por día; luego, mayor número, y todo el tiempo que se considere necesario para que el azogue absorba la máxima cantidad de plata, de acuerdo con un previo ensayo menor, de la riqueza de la llena, y de las tentaduras que se realizan durante los repasos. Estos duran desde unas semanas a 2 o 3 meses, según la naturaleza de la mena, el clima y las circunstancias sean o no favorables.
7. Lavado. Cuando se considere que la masa está ya en sazón, se echa en tina con agua, donde es agitada; separándose la pella o amalgama de plata, de los Iodos finos o lamas y arenosos o relaves o jales o jalsontes (argentíferos).
8. Separación de la pella. Se exprime la masa y con ella se confeccionan las piñas, que son sometidas al desazogado.
9. Desazogado. Separación de la plata (a veces junto con pequeñas cantidades de oro) del azogue, por destilación en vasijas corrientes en la época.
10. Fundición y apartado. Por último, el metal, ya separado se sometía a fundición; y apartado del oro en las casas de Apartado.

### Consecuencias
Bartolomé de Medina no se podía contentar con las normas generales o el esquema que acaba de hacerse. Es evidente que hubo de dar reglas concretas relativas a las dosis precisas, número y fuerza de los repasos, normas para graduar la temperatura de la masa, para conocer los defectos del beneficio y sus remedios y el modo de descubrir cuándo la operación ha llegado a su fin. Reglas que, establecidas por Medina, pasaron de azoguero a azoguero, en el curso de tres siglos y medio, constituyendo en cierto modo su patrimonio técnico y valioso, aun ignorando las más de las veces a quien las estableció.
En 1571 o 1572, Pedro Fernández de Velasco introdujo en el reino del Perú el beneficio de Medina, adaptándolo a las minas y condiciones climáticas de Potosí y de la altiplanicie peruano-boliviana en general, mediante el beneficio de cajones. Así recibieron nuevo impulso las minas de Potosí que ya comenzaban a decaer. Posteriormente, Álvaro Alonso Barba inventó en Bolivia, en 1590, su célebre beneficio de cazo y cocimiento.

## Matrimonio y descendencia

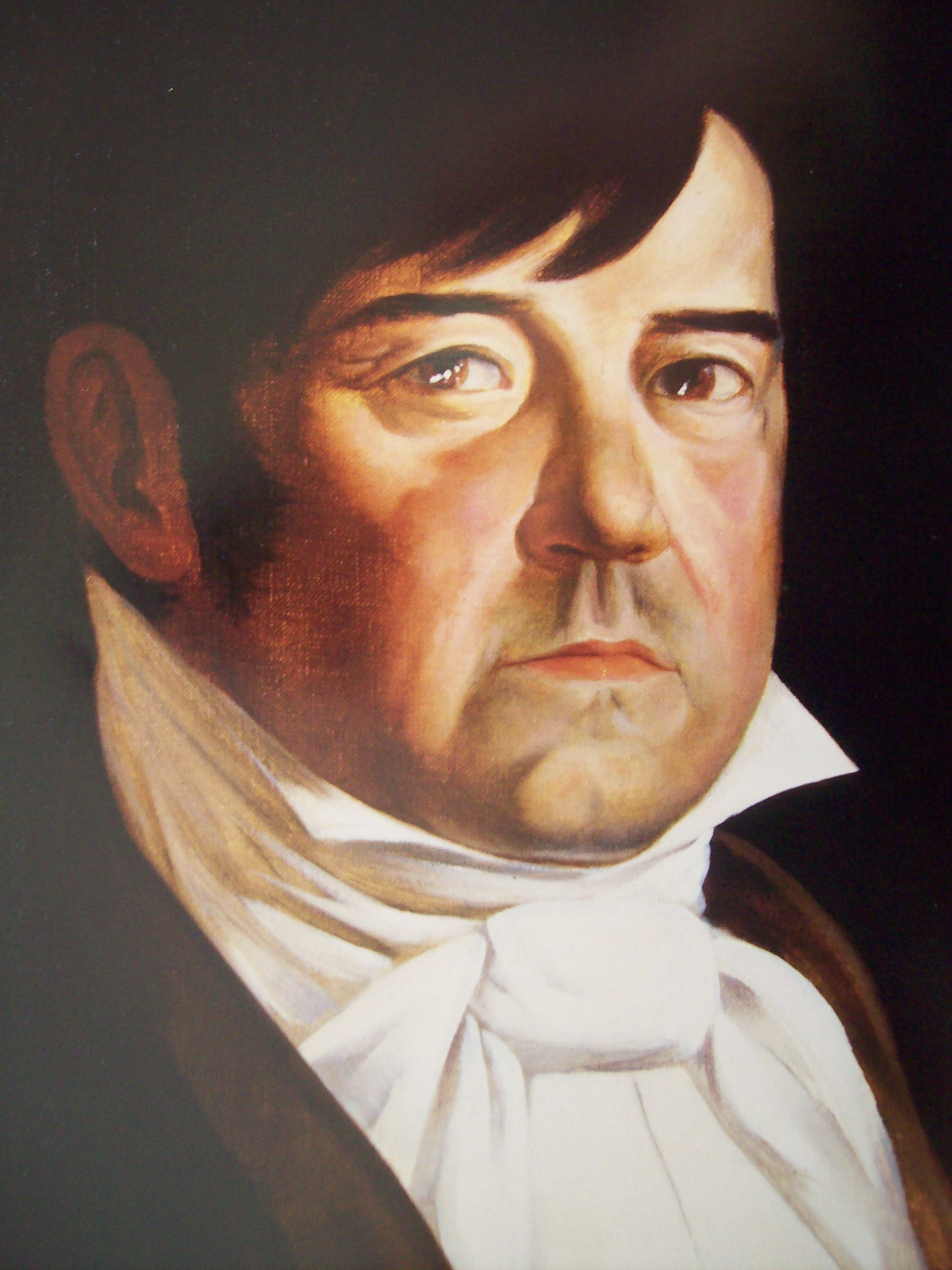
José Miguel Ramos de Arizpe, diputado en las Cortes de Cádiz, secretario de Justicia de México, padre de la Constitución Española de 1812 y del federalismo mexicano.

Casó con la sevillana doña Leonor de Morales, hija de Gómez de Morales y de Inés Fernández, de la que tuvo ilustre descendencia. 
Fueron padres de una única hija llamada:
- Leonor de Medina y Alvarado. Casó con Antonio de la Cadena y Bullón, hijo de Antonio de la Cadena y Maluenda, alcalde mayor y ordinario de la Ciudad de México, y de doña María Vázquez de Bullón (hija del caballero abulense Francisco de Bullón, mayordomo del marqués de Velada[6] y de Mayor Vázquez de Tapia, hermana de Bernardino Vázquez de Tapia, conquistador de Tenochtitlán y regidor de la Ciudad de México[7]), quien era además medio-hermano de Juan de Valdivieso y Guiomar Vázquez de Escobar (casada Luis Cortés,[8] hijo legitimado de Hernán Cortés[9][7]).
- Fueron padres de:
  - Úrsula de la Cadena-Bullón (monja).
  - Antonio de la Cadena-Bullón, conquistador de Nuevo México, gobernador electo de la Provincia del Soconusco.[10] Casó en 1603 en la Puebla de los Ángeles con Isabel Ruiz de Alarcón y Pacheco, hija del capitán Pedro Ruiz de Alarcón, primer familiar del Santo Oficio de Puebla,[11] e Isabel Pacheco de Villapadierna (nieta de Juan de Blandianes de Villapadierna, fundador de la Puebla de los Ángeles). Fueron padres de:
    - María de la Cadena-Bullón y Ruiz de Alarcón. Casó con don José de Iribe-Vergara y Tovar (Huichapan, Reino de México), hijo de Pedro de Iribe y Vergara, y de Isabel de Tovar.[12] Fueron padres de:
      - 'Francisco de Iribe-Vergara y de la Cadena-Bullón', teniente de gobernador y capitán general del Reino de Nuevo León, alcalde mayor y justicia mayor de Monterrey. Casó con Isabel de la Garza-Falcón y González-Hidalgo, hija del capitán Blas María de la Garza-Falcón y Tremiño (hijo de Marcos Alonso de la Garza) y de Beatriz González-Hidalgo y Sánchez-Navarro. (Con descendencia).
      - Antonio de Iribe-Vergara y de la Cadena-Bullón. Casó con Isabel Fernández de Córdoba y de las Casas, hija del cordobés Juan Alonso Fernández de Córdoba y Lobo-Guerrero, regidor de Monterrey, y María de las Casas y Sánchez-Navarro (hija de Bernabé de las Casas, conquistador de Nuevo México). Fueron padres de:
        - Felipe de Iribe-Vergara y Fernández de Córdoba. Casó con María de Tremiño y Díaz-Botello, viuda de don Vicente de Zaldívar y Quintanilla, e hija de Melchor de Tremiño y González-Hidalgo (nieto de Marcos Alonso de la Garza) y de Laureana Díaz Botello de Morales. Su hija, Catalina de Iribe-Vergara y Tremiño casó con el capitán Tomás Sánchez de la Barrera, fundador y alcalde mayor de la ciudad de Laredo. (Con descendencia).
        - Agustina de Iribe-Vergara y Fernández de Córdoba. Casó con don Juan Fernández de Castro y de la Cerda. Su nieta, Ana María de Arizpe y Fernández de Castro fue la madre de José Miguel Ramos Arizpe, padre de la Constitución Española de 1812 y del Federalismo Mexicano. (Con descendencia)